# Гудинг, Мейсон
Ме́йсон Гу́динг (англ. Mason Gooding; род. 14 ноября 1996, Лос-Анджелес, Калифорния, США) — американский актёр, наиболее известный по своим ролям в сериалах «Всё будет хорошо» и «С любовью, Виктор». Мейсон — сын американского актёра Кьюба Гудинга.

## Биография
Гудинг родился в Лос-Анджелесе в семье из трёх детей, где был старшим. Его отец — Кьюб Гудинг (младший), мать — Сара Капфер. Его дед по отцовской линии — бывший вокалист группы «Основной ингредиент».
Он учился в Windward High School в Калифорнии, где в течение четырёх лет играл за школьную футбольную команду. После окончания школы, он поступил в Нью-Йоркский университет на факультет кинематографических и медиа-искусств. Мейсон бросил учёбу на первом курсе, чтобы посвятить себя актёрскому мастерству.

## Фильмография

### Фильмы
| Год  | Русское название          | Оригинальное название | Роль            |
| ---- | ------------------------- | --------------------- | --------------- |
| 2019 | Книжный магазин           | Booksmart             | Ник Хауленд     |
| 2019 | Пусть идёт снег           | Let It Snow           | Джеб            |
| 2022 | Крик                      | Scream                | Чад Микс-Мартин |
| 2022 | Я хочу, чтобы ты вернулся | I Want You Back       | Пол             |
| 2022 | Выстрел в Луну            | Moonshot              | Келвин Риггс    |
| 2022 | Вышка                     | Fall                  | Дэн             |
| 2023 | Крик 6                    | Scream VI             | Чад Микс-Мартин |
| 2024 | Миллениум                 | Y2K                   | Йонас           |
| 2025 | Глаза-сердечки            | Heart Eyes            | Джей            |
| 2025 | Я хочу с тобой секса      | I Want Your Sex       |                 |
| 2026 | Крик 7                    | Scream VII            | Чад Микс-Мартин |

### Телевидение
| Год       | Русское название            | Оригинальное название      | Роль          | Примечание                   |
| --------- | --------------------------- | -------------------------- | ------------- | ---------------------------- |
| 2017      | Спринг-стрит                | Spring Street              | Бармен        | Эпизодическая роль           |
| 2018      | Игроки                      | Ballers                    | Паркер Джонс  | Эпизодическая роль 3 эпизода |
| 2018      | Хороший доктор              | The Good Doctor            | Билли Кайман  | Эпизод «Эмпатия»             |
| 2020      | Всё будет хорошо            | Everything’s Gonna Be Okay | Люк           | 4 эпизода                    |
| 2020      | Звёздный путь: Пикар        | Star Trek: Picard          | Габриэль Хван | Эпизод «Starduct City Rag»   |
| 2020—2022 | С любовью, Виктор           | Love, Victor               | Эндрю Спенсер | Главная роль 21 эпизод       |
| 2022      | Как я встретила вашего папу | How I Met Your Father      | Эш            | Эпизод «Хорошая мама»        |